# 1944 في الكويت
تحتوي هذه المقالة على أهم الأحداث التي شهدتها الكويت في 1944، إضافة إلى أهم الشخصيات الكويت التي وُلدت أو تُوفيت في هذه السنة.

## مواليد
- 14 ديسمبر – أمين الحاج – ممثل كويتي. وهو والد الفنان خالد أمين. في حياته أخرج أعمالاً فنية عديدة.[1]
- 1 أغسطس[2][3] – جاسم النبهان – ممثل كويتي. اشتُهِر في دوبلاج أفلام الكرتون، وكانت أبرز شخصية قام بها هي القبطان نامق في المسلسل الكرتوني عدنان ولينا.[4] ويُعد الممثل الأكثر حضوراً في تاريخ التلفزيون والمسرح الخليجي بحصيلة تجاوزت 300 عملًا فنياً.
- حسين جاسم
- حمد ناصر
- خالد الحربان
- خالد الشايجي
- سعود الناصر الصباح
- عائشة إبراهيم
- عبد الله الطويل (سياسي)
- عبد الله غلوم
- عبد المجيد قاسم
- عبد الوهاب الدوسري
- فؤاد محمد ثنيان الغانم
- فريحة الأحمد
- فيصل الخالد
- مرزوق سعيد
- ناصر الخرافي
- يعقوب الشراح